# Nyitraperjés
Nyitraperjés (1899-ig Prasich, szlovákul Prašice) község Szlovákiában, a Nyitrai kerület Nagytapolcsányi járásában.

## Fekvése
Nagytapolcsánytól 10 km-re északra, a Hotina partján fekszik.

## Története
A falut egy 1245. június 12-én kelt oklevélben Periese néven említik először. Korábban királyi birtok, Nyitra várának tartozéka volt. A tatárjárásban elpusztult, de újratelepítették. A 13. század második felében a Csák nemzetség birtoka. Ebben az időben fejlett volt a faluban a kézművesség, főként a fazekasság. Csák Máté halála után többi birtokával együtt a királyé lett, a nagytapolcsányi uradalom része volt. A királyi fennhatóság 1390-ben szűnt meg, amikor a Széchy család szerezte meg. A középkor végén Perjés a tapolcsányi uradalom egyik legnagyobb települése. A 15. század második felében birtoka megoszlott az Országh és Losonczi családok között, így két részre osztották két bíró igazgatása alatt. Ez az állapot a 16. század végéig tartott, ekkor a két rész újra egyesült. A 16. században megkezdődtek a Felvidék elleni török támadások is, melyek Perjést is érintették. 1575-ben még 14 házas és 4 ház nélküli portája létezett. A sorozatos rajtaütések következtében a 17. század elején már csak kevés ház állt a faluban. A lakosság számának csökkenése a 18. század elejéig folytatódott, ezután azonban gyors növekedésnek indult. 1715-ben 19 adózó háztartása volt. 1720-ban két malom és 24 háztartás működött a községben. 1787-ben már 96 ház állt a községben 721 lakossal. 1835-ben gróf Erdődy Erzsébet a birtokosa. Az ekkor készült adóösszeírás szerint 100 lakott ház állt a községben 670 lakossal. 1831-ben és 1866-ban nagy kolerajárványok pusztítottak. Az előbbi hat hétig tartott és 346 áldozatot szedett. A 19. században a Stummer család birtokolta, lakói főként mezőgazdaságból, szőlőtermesztésből, kézművességből éltek.
Vályi András szerint "PRASICZ. Tót falu Nyitra Vármegyében, földes Ura Gróf Traun Uraság, lakosai katolikusok, határja ollyan, mint Podhragyé; tserép edényeket is készítenek lakosai, első osztálybéli."
Fényes Elek szerint "Prassicz, tót falu, Nyitra vmegyében, Trencsén vmegye szélén 691 kath., 9 zsidó lak. Kath. paroch. templom, synagógával. Határa tágas de sovány; erdeje és legelője bőven. F. u. gr. Erdődy Józsefnő, s ut. p. Nagy-Tapolcsán."
A trianoni békeszerződésig Nyitra vármegye Nagytapolcsányi járásához tartozott. 1930-31-ben kastély, 1939-ben téglagyár épült a községben.
Ún. siska típusú kemence is ismert a faluból.

## Népessége
| Év:            | 1994. | 2004.   | 2014.   | 2024.   |
| -------------- | ----- | ------- | ------- | ------- |
| Emberek száma: | 2090  | 2066    | 2041    | 1973    |
| Eltérés:       |       | -1,14 % | -1,21 % | -3,33 % |

| Év:            | 2023. | 2024.   |
| -------------- | ----- | ------- |
| Emberek száma: | 1986  | 1973    |
| Eltérés:       |       | -0,65 % |

1880-ban 830 lakosából 767 szlovák, 28 német, 6 magyar anyanyelvű és 29 csecsemő volt.
1910-ben 1346 lakosából 1238 szlovák, 48 magyar, 40 német, 12 horvát és 8 más anyanyelvű.
2001-ben 2089 lakosából 2055 szlovák volt.
2011-ben 2029 lakosából 1977 szlovák.

## Nevezetességei
- Szent Jakab tiszteletére szentelt római katolikus templomát 1758 és 1760 között építették, elődje egy gótikus templom volt. 1820-ban megújították, 1935-ben mellékhajóval bővítették és ekkor nyerte el mai formáját.
- A Hétfájdalmú Szűzanya kápolna 1725-ben épült.
- Nepomuki Szent János szobra a 18. században készült.
- Szent Vendel, Szent Flórián és Szent Orbán útmenti szobrai, valamint a Szentháromság-oszlop a 19. században készült.

## Külső hivatkozások
- Községinfó
- Nyitraperjés Szlovákia térképén
- A község története (szlovákul)
- E-obce.sk Archiválva 2008. október 15-i dátummal a Wayback Machine-ben